# 古儿汗 (克烈)
古儿汗，一作古儿罕、局儿罕、菊律可罕、菊儿罕，蒙古诸部统一前克烈部首领之一。
古儿汗是汗（罕）号，汗号源于突厥和西辽，《史集》释其意为“威武”，《元朝秘史》释作“普皇帝”。意为“诸部共主”、“全体之君主”，“犹言大汗也”
他的本名不详。是马儿忽思次子，王汗脱斡邻勒的叔叔。古儿汗与脱斡邻勒驻帐在牙黑·牙卜罕地方。他的哥哥忽儿察忽思死后，脱斡邻勒嗣为部长，他对自己未能嗣位，怀有怨恨。又怨脱斡邻勒嗣位后“多杀戮昆弟”，摧残骨肉，率兵攻打，在哈剌温隘大败脱斡邻勒，自为克烈部首领。后被脱斡邻勒及蒙古部也速该袭击，兵败被逐，逃到西夏，后事不详。